# Marieluise Fleisser
Marieluise Fleißer född 23 november 1901 i Ingolstadt, död där 1 februari 1974, var en tysk dramatiker.
Fleisser studerade sedan 1919 teatervetenskap i München. Hon debuterade 1923 med Meine Zwillingschwester Olga. 1926 uruppfördes hennes första drama, Fegefeuer in Ingolstadt, i Berlin. Både detta och det följande dramat, Pioniere in Ingolstadt, angreps hårt i högerpressen. Hennes roman Mehlreisende Frieda Geier brändes demonstrativt under de landsomfattande bokbålen i Nazityskland 1933. Senare samma år gav det nazistiska kulturorganet Reichskulturkammer henne yrkesförbud och hon drabbades av depressioner och nervsammanbrott.
Under tidiga år blev hon bekant med Lion Feuchtwanger och Bertolt Brecht. Främst av den senare fick Fleisser flera inspirationer och ändringsförslag. Under tiden med nazistiska repressalier löste hon kontakten med Brecht och sökte anslut till mer nationalkonservativa personer. Fleisser utförde bland annat flera resor med författaren Hellmut Draws-Tychsen. Hon gifte sig med ungdomsvännen och tobakshandlaren Josef Haindl.
Rainer Wernar Fassbinder filmatiserade Pionjärerna i Ingolstadt för tv 1971.

## Bokurval (tyska)
- Mehlreisende Frieda Geier. Roman vom Rauchen, Sporteln, Lieben und Verkaufen. (1931)
  - Omarbetning till titeln Eine Zierde für den Verein (1972)